# La Capèla de Libron
La Capèla de Libron (en francès Lacapelle-Livron) és un municipi francès situat al departament de Tarn i Garona i a la regió d'Occitània.

## Demografia
| 1962                                       | 1968 | 1975 | 1982 | 1990 | 1999 | 2007 |
| ------------------------------------------ | ---- | ---- | ---- | ---- | ---- | ---- |
| 151                                        | 153  | 149  | 157  | 166  | 179  | 187  |
| Des de 1962: població sense dobles comptes |      |      |      |      |      |      |

## Administració
| Període   | Identitat      | Partit        |
| --------- | -------------- | ------------- |
| 2001-2008 | Léopold Viguié |               |
| 2008-     | Didier Marty   | Divers droite |